# Listrac-de-Durèze
Listrac-de-Durèze település Franciaországban, Gironde megyében. Lakosainak száma 137 fő (2022. január 1.). Listrac-de-Durèze Pellegrue, Auriolles, Saint-Antoine-du-Queyret és Soussac községekkel határos.

## Népesség
A település népességének változása:
| Lakosok száma | 110  | 92   | 111  | 156  | 176  | 172  | 171  | 176  | 163  | 137  |
|               | 1968 | 1982 | 1990 | 2006 | 2013 | 2015 | 2017 | 2019 | 2020 | 2022 |